# Togiola Tulafono
Togiola Tulafono, né le 28 février 1947 aux Samoa américaines, est un homme politique des Samoa américaines, gouverneur de ce territoire de 2003 à 2013.

## Biographie

### Carrière politique
Togiola Tulafono est membre du Parti démocrate. Il accède au poste de lieutenant-gouverneur le 3 janvier 1997. À la mort du gouverneur Tauese Sunia, le 26 mars 2003, il assure l'intérim avant d'être officiellement nommé gouverneur le 7 avril suivant. Il est élu pour un mandat de 4 ans en novembre 2004, puis réélu en novembre 2008. Il quitte ses fonctions le 3 janvier 2013, date à laquelle lui succède Lolo Matalasi Moliga.